# Арсак, Жак
Жак Арсак (фр. Jacques Arsac; 1 февраля 1929 — 14 января 2014) — французский учёный, почётный профессор Университета Пьера и Марии Кюри, создатель языка описания алгоритмов EXEL, создатель и руководитель вычислительного центра радиоастрономической обсерватории.
Член-корреспондент Французской академии наук (1980).
Оказал значимое влияние на развитие образования в области информатики и программирования во Франции. Преподавал и писал книги, в том числе предназначенные для тех, кто только знакомится с компьютерами и их программированием.